# Ротов, Константин Павлович
Константин Павлович Ротов (19 февраля [4 марта] 1902, Ростов-на-Дону — 16 января 1959, Москва) — советский художник-график, карикатурист, иллюстратор книг, в том числе: «Приключения капитана Врунгеля», «Старик Хоттабыч», «Дядя Стёпа», «Три поросёнка», «Золотой телёнок», художник журнала «Крокодил». В 1940 году был приговорён к 8 годам исправительно-трудовых лагерей по ложному обвинению в сотрудничестве с германской разведкой вместе с Михаилом Храпковским. В 1954 году был полностью реабилитирован.

## Биография
Ротов Константин Павлович родился в семье донского казака. Окончил Ростовское художественное училище.
Уже в 1916 году первые его карикатуры были напечатаны в петроградском журнале «Бич». Ещё до установления Советской власти на Дону рисунки Константина Ротова в том числе антибольшевистского содержания, печатались в белогвардейский изданиях: журнале «Донская волна» и газете «Ростовская речь».
С 1920 года, после установления Советской власти на Дону, начал работать в ростовских Дон-РОСТА, Политпросвете, ростовском отделении Госиздата.
В 1921 году был принят в Петроградскую Академию на графический факультет, но, как написал сам Ротов в автобиографии: «не учился, так как в ту пору среди преподавателей Академии преобладали непонятные и чуждые мне формалистические направления».
В 1921 году Ротов перебирается в Москву. С 1922 по 1940 годы работал в журнале «Крокодил». В те же годы печатался во многих журналах и газетах: «Правда», «Рабочая газета», «Комсомольская правда», «Гудок», «Прожектор», «Огонёк», «Смехач», «Чудак», «30 дней», «Лапоть» и др. В 1925 г. женился на Екатерине Долбежевой (в будущем детской писательнице Екатерине Борисовой).
В 1939 году по эскизу Константина Ротова создавалось панно для Советского павильона на Нью-йоркской выставке.
Константин Павлович создал иллюстрации к книгам: Самуил Маршак — «Про гиппопотама», 1958; Ильф и Петров — «Золотой телёнок», 1931; Агния Барто — «Дом переехал», 1938; Андрей Некрасов — «Приключения капитана Врунгеля», 1939; Лазарь Лагин — «Старик Хоттабыч», 1940; Сергей Михалков — «Дядя Стёпа», 1957; Сергей Михалков — «Три поросёнка», 1958; Валентин Катаев — «Белеет парус одинокий», и ко многим другим.
В июне 1940 года Константин Ротов был арестован по обвинению в пропаганде и агитации против Советской власти за создание в 1934 году карикатуры, «дискредитирующей советскую торговлю и советскую кооперацию».  Кроме того, он был обвинён в работе на реакционные органы печати в годы Гражданской войны, а также в работе на германскую разведку. Дело отчасти строилось на ложных показаниях художника Михаила Храпковского, также обвинённого в сотрудничестве с германской разведкой. 

«Обвиняемый Ротов показал: <…>
5) В 1932 году отказался от секретного сотрудничества с ОГПУ, так как это шло вразрез с его убеждениями.
6) С Храпковским действительно был связан по шпионской работе в 1929 году, когда он завербовал его, Ротова, в пользу германской разведки (о практической работе ничего не показал).

7) Очная ставка между Ротовым и Храпковским <…> Храпковский показал, что его завербовал для шпионской работы Ротов, а Ротов показывает, что его завербовал Храпковский».
Ротов был приговорён к 8 годам исправительно-трудовых лагерей. В городе Соликамск, где Ротов отбывал свой первый срок, работая художником, им было создано множество живописных полотен, большое количество которых хранятся в Соликамском государственном краеведческом музее. Ротов создавал и картины, на которых передал не только суровость и величие северной природы, но и настроение, царящее среди заключенных ГУЛага. Часть своих полотен художник написал для своих друзей-заключённых. Одна из них, узница АЛЖИРа, а затем отбывающая ссылку вместе с Ротовым в Соликамске, Филимонова Ольга Ивановна  (1905—1987) — впоследствии заслуженный врач Республики, награждённая в том числе орденом Ленина писала о Ротове: «…корни его таланта находили чистую воду даже в ядовитой почве тюремно-лагерной безысходности, замешанной на крови миллионов людей, принесённых в жертву во имя великого Сталина». 4 января 1948 года Ротов был освобождён без права проживания в ста городах страны. Жил в городе Кимры Тверской области. Но в декабре 1948 года без предъявления обвинений был отправлен на пожизненное поселение в посёлок Северо-Енисейский Красноярского края, где работал художником в рабочем клубе.
В 1954 Военная коллегия Верховного суда СССР полностью реабилитировала Ротова с формулировкой «проведенным дополнительным расследованием опровергнуто обвинение Ротова в том, что в 1934 году им была изготовлена карикатура антисоветского характера. < … > карикатура, которая рассматривается как антисоветская, в действительности не является таковой». После освобождения возвратился в Москву, работал в журнале «Крокодил», в детских журналах «Весёлые картинки» и «Юный техник».
Умер Константин Ротов 16 января 1959 года, похоронен на Введенском кладбище в Москве . Ровно через полвека в Государственном Литературном музее прошла персональная выставка работ Константина Ротова.

## Семья
Жена (1925—1940) — детская писательница и драматург Екатерина Борисовна Борисова (1906—1972); во втором браке была замужем за сценаристом и литературоведом Н. А. Коварским, который удочерил ребёнка К. П. Ротова и Е. Б. Борисовой Ирину (1928—2007), ставшую впоследствии женой актёра Алексея Баталова.

## Книги с иллюстрациями К.П. Ротова
(Список весьма неполный)
- Гурьян О. М. Шарик и трубка / Картинки К. Ротова. — [М.]: Книгоизд-во Г. Ф. Мириманова, 1924. — 16 с.
- Агнивцев Н. Я. Твои наркомы у тебя дома / Картинки К. Елисеева, К. Ротова [На обл.: Картинки К. Елисеева]. — [М.]: Октябрёнок, 1926. — [16] с.
- Фёдоров-Давыдов А. А. Похождения Мурзилки, удивительно шустрой собачки / Илл. К. П. Ротова. — М.: Рабочая газета, 1927. — 96 с. — (Библиотека Мурзилки).
- Корнилов Б. П. Как от мёда у медведя зубы начали болеть / Рис. К. Ротова. — М.: ОГИЗ-Детгиз, 1935. — 13 с.
- Каринский В. А. Грачи и кот / Рис. К.П. Ротова. — М.; Л.: Детиздат, 1936. — 16 с.
- Чуковский К. И. Сказки: Путаница; Лимпопо; Бармалей; Телефон; Мойдодыр; Краденое солнце; Федорино горе; Тараканище; Муха Цокотуха / Илл. К. Ротова. — Изд. 3-е. — М.; Л.: Детиздат, 1936. — 100 с.
- Чуковский К. И. Африканские сказки: Лимпопо; Бармалей; Тараканище / Рис. К. Ротова. — М.; Л.: Детиздат, 1937. — 40 с.
- Михалков С. В. Миша Корольков / Рис. К. Ротова. — М.; Л.: Детиздат, 1938. — 24 с.
- Михалков С. В. Кораблики / Рис. К. Ротова. — М.; Л.: Детиздат, 1939. — 63 с.
- Ардов В. Е. Больное место: Рассказы и фельетоны / Илл. К. Ротова. — М.: Правда, 1958. 64 с. — (Библиотека «Крокодила»; № 192).
- Барто А. Л. Дом переехал / Рис. К. Ротова. — М.: Детгиз, 1958. — 16 с.
- Лагин Л. И. Старик Хоттабыч: Повесть-сказка / Рис. К. Ротова. — М.: Детская литература, 1959.
- Михалков С. В. Три поросёнка: По английской сказке / Рис. К. Ротова. — М.: Детгиз, 1961. — 32 с., цв. — Обл. — 450 000 экз.
- Баранова М. П., Велтистов Е. С. Тяпа, Борька и ракета / Рис. Е. Мигунова, К. Ротова. — М.: Детгиз, 1962. — 159 с.
- Корнилов Б. П. Как от мёда у медведя зубы начали болеть / Рис. К. Ротова. — М.: Детгиз, 1963.
- Маршак С. Я. Про гиппопотама / Рис. К. Ротова. — М.: Детская литература, 1964. — 16 с.
- Катаев В. П. Белеет парус одинокий: Повесть / Рис. К. Ротова. — М.: Детская литература, 1972. — 288 с., ч. б. — Пер. — 150 000 экз.